# Polygalaceae
Famille
Classification APG III (2009)
Les Polygalaceae (ou Polygalacées) sont une famille de plantes à fleurs dicotylédones de l'ordre des Fabales. Elle comprend 800 espèces réparties en 17 à 20 genres.
Ce sont des arbres, des arbustes, des plantes herbacées et quelques rares lianes des régions tempérées à tropicales. En France, elle est représentée par des plantes herbacées du genre Polygala.

## Étymologie
Le nom vient du genre type Polygala qui vient du grec πολυγαλα (polygala), nom classique de la plante, dérivé de πολύς, plusieurs, et γάλα, lait, car on pensait que les animaux femelles consommant ces plantes donneraient plus de lait.

## Classification
En classification classique de Cronquist (1981), cette famille fait partie de l’ordre des Polygalales.
La classification phylogénétique APG (1998) et la classification phylogénétique APG II (2003) la situent dans l'ordre des Fabales et l'étendent en y incluant les Xanthophyllacées, famille qui disparaît donc de toutes les classifications phylogénétiques. 

## Liste des genres
Selon World Flora Online (WFO) (18 février 2022) :
- Acanthocladus Klotzsch ex Hassk.
- Ancylotropis B. Eriksen
- Asemeia Raf.
- Atroxima Stapf
- Balgoya Morat & Meijden
- Barnhartia Gleason
- Bredemeyera Willd.
- Carpolobia G. Don
- Comesperma Labill.
- Diclidanthera Mart.
- Epirixanthes Blume
- Eriandra P. Royen & Steenis
- Hebecarpa (Chodat) J.R. Abbott
- Heterosamara Kuntze
- Monnina Ruiz & Pav.
- Moutabea Aubl.
- Mundtia (Goldblatt & J.C. Manning) W. Harvey in W. Harvey & O. Sonder
- Muraltia DC.
- Nylandtia Dumort.
- Pilostaxis Raf.
- Polygala L.
- Polygaloides Haller
- Pteromonnina B. Eriksen
- Rhinotropis (S.F. Blake) J.R. Abbott
- Salomonia Lour.
- Securidaca L.
- Triclisperma Raf.
- Xanthophyllum Roxb.

Selon GBIF (18 février 2022) :
- Acanthocladus Klotzsch ex Hassk. - 11 espèces
- Ancylotropis B.Eriksen - 2 espèces
- Anthallogea Rafinesque, 1834 - 1 espèce
- Asemeia Raf. - 32 espèces
- Atroxima Stapf - 2 espèces
- Badiera DC. - 13 espèces
- Barnhartia Gleason - 1 espèce
- Bredemeyera Willd. - 37 espèces
- Caamembeca J.F.B.Pastore - 16 espèces
- Carpolobia G.Don - 5 espèces
- Catacoma Walp.
- Comaspermum Pers., 1807
- Comesperma Labill. - 49 espèces
- Comosperma Poir., 1818
- Crameria L., 1774
- Cryptostoma D.Dietr.
- Diclidanthera Mart. - 8 espèces
- Epirhizanthus Endl., 1839
- Epirixanthes Blume - 7 espèces
- Epirrhizanthes  - 1 espèce
- Eriandra Royen & Steenis - 1 espèce
- Gymnospora (Chodat) J.F.B.Pastore - 2 espèces
- Hebecarpa (Chodat) J.R.Abbott - 23 espèces
- Heistera  - 2 espèces
- Heterosamara Kuntze
- Hualania Phil.
- Iridisperma Rafinesque, 1834
- Ixine Loefl.
- Jackia Blume, 1825
- Leptrochia Rafinesque, 1834
- Monina Pers., 1806
- Monnina Ruiz & Pav. - 194 espèces
- Monrosia Grondona - 1 espèce
- Montabea Roem. & Schult., 1819
- Moutabea Aubl. - 13 espèces
- Mundtia Kunth - 3 espèces
- Muraltia DC. - 27 espèces
- Muraltia Neck. - 136 espèces
- Mutabea J.F.Gmel., 1792
- Paleosecuridaca K.B.Pigg, M.L.DeVore & M.F.Wojciechowski,
- Phlebotaenia Griseb. - 2 espèces
- Poligala Neck.
- Polygala L. - 996 espèces
- Polygaloides Agosti
- Polygaloides Haller - 6 espèces
- Psychanthus Spach, 1838
- Rhamphopetalum J.F.B.Pastore & M.Mota - 3 espèces
- Rhinotropis (S.F.Blake) J.R.Abbott - 28 espèces
- Salomonia Lour. - 12 espèces
- Securidaca L. - 85 espèces
- Securidaea Turcz.
- Tubistephanocolpites Salami, 1984 - 1 espèce
- Xanthophyllum Roxb. - 137 espèces

Selon "The Plant List" 17 octobre 2012
- genre Acanthocladus Klotzsch ex Hassk. , (1864)
- genre Ancylotropis B.Eriksen , (1993)
- genre Atroxima Stapf , (1905)
- genre Badiera DC., (1824)
- genre Balgoya Morat & Meijden, (1991)
- genre Barnhartia Gleason, (1926)
- genre BredemeyeraWilld., (1801)
- genre Carpolobia G.Don, (1831)
- genre Comesperma Labill. , (1806)
- genre Diclidanthera Mart. , (1827)
- genre Epirixanthes Blume, (1823)
- genre Eriandra P.Royen & Steenis, (1952)
- genre Heterosamara Kuntze, (1891)
- genre Monnina Ruiz & Pav., (1798)
- genre Moutabea Aubl., (1775)
- genre Muraltia DC., (1824)
- genre Nylandtia Dumort., (1822)
- genre Polygala L., (1753)
- genre Pteromonnina B.Eriksen, (1993)
- genre Salomonia Lour., (1790)
- genre Securidaca L., (1753)
- genre Triclisperma Raf., (1814)
- genre Xanthophyllum Roxb., (1819)

Selon Angiosperm Phylogeny Website (28 mai 2010) :
- genre Atroxima
- genre Badiera
- genre Balgoya
- genre Barnhartia
- genre Bredemeyera
- genre Carpolobia
- genre Comesperma
- genre Diclidanthera
- genre Epirhizanthes
- genre Eriandra
- genre Monnina
- genre Moutabea
- genre Muraltia
- genre Nylandtia
- genre Phlebotaenia
- genre Polygala
- genre Salomonia
- genre Securidaca
- genre Xanthophyllum

Selon NCBI (28 mai 2010) :
- genre Acanthocladus
- genre Atroxima
- genre Badiera
- genre Balgoya
- genre Barnhartia
- genre Bredemeyera
- genre Carpolobia
- genre Comesperma
- genre Diclidanthera
- genre Eriandra
- genre Heterosamara
- genre Monnina
- genre Moutabea
- genre Muraltia
- genre Nylandtia
- genre Phlebotaenia
- genre Polygala
- genre Salomonia
- genre Securidaca
- genre Xanthophyllum

Selon DELTA Angio (28 mai 2010) :
- genre Atroxima
- genre Balgoya
- genre Barnhartia
- genre Bredemeyera
- genre Carpolobia
- genre Comesperma
- genre Diclidanthera
- genre Epirixanthes
- genre Eriandra
- genre Monnina
- genre Monrosia
- genre Moutabea
- genre Muraltia
- genre Nylandtia
- genre Polygala
- genre Salomonia
- genre Securidaca

Selon ITIS (28 mai 2010) :
- genre Monnina Ruiz & Pavón
- genre Polygala L.
- genre Salomonia Lour.
- genre Securidaca L.